# تايلر ووكر (لاعب كرة قاعدة)
تايلر ووكر (بالإنجليزية: Tyler Walker)‏ هو لاعب كرة قاعدة أمريكي، ولد في 15 مايو 1976 في سان فرانسيسكو في الولايات المتحدة.

## وصلات خارجية
- تايلر ووكر على موقع دوري كرة القاعدة الرئيسي (الإنجليزية)
- تايلر ووكر على موقعبيزبول رفرنس.كوم (الدوري الرئيسي) (الإنجليزية)
- تايلر ووكر على موقعبيزبول رفرنس.كوم (الدوري الثانوي) (الإنجليزية)
- تايلر ووكر على موقع إي إس بي إن.كوم (أم.أل.بي) (الإنجليزية)
- تايلر ووكر على موقع مشجعي الرسوم البيانية (الإنجليزية)